# Villemereuil
Villemereuil ist eine französische Gemeinde mit 240 Einwohnern (Stand 1. Januar 2022) im Département Aube in der Region Grand Est (vor 2016 Champagne-Ardenne). Sie gehört zum Arrondissement Troyes und zum Kanton Les Riceys. Die Einwohner nennen sich Villemereuillois(es). 

## Geografie
Die Gemeinde liegt etwa 11 Kilometer südlich von Troyes im Süden des Départements Aube. Die Gemeinde besteht aus den Dörfern Bierne und Villemereuil. Das Flüsschen Mogne verläuft an der südöstlichen und östlichen Gemeindegrenze. Nachbargemeinden sind Moussey im Norden, Isle-Aumont im Nordosten, Les Bordes-Aumont im Osten und Südosten, Villy-le-Bois im Süden, Villy-le-Maréchal im Südwesten und Westen, Roncenay im Westen sowie Saint-Pouange im Nordwesten.

## Geschichte
Der Ort wurde 1172 unter dem lateinischen Namen Villa Maruil erstmals in einem Dokument der Abtei Molême erwähnt. Eine erste französische Form tauchte als Vilemerel in einem Dokument von 1219 auf. Villemereuil war Teil der Vogtei (Bailliage) Troyes. Bis zur Französischen Revolution lag die Gemeinde in der Provinz Champagne. Von 1793 bis 1801 war Villemereuil dem Distrikt Troyes und dem Kanton Isles zugeteilt. Von 1801 bis 2015 lag die Gemeinde im Kanton Bouilly und ist seither Teil des Kantons Les Riceys. Seit 1801 gehört Villemereuil zum Arrondissement Troyes. Zwischen 1795 und 1800 wurde die bis dahin eigenständige Gemeinde Bierne eingemeindet.

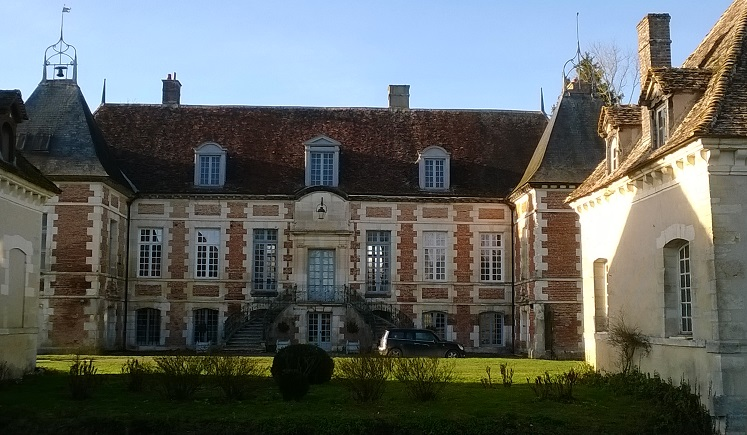
Schloss von Villemereuil

## Bevölkerungsentwicklung
| Jahr                       | 1962 | 1968 | 1975 | 1982 | 1990 | 1999 | 2007 | 2019 |
| Einwohner                  | 169  | 160  | 165  | 164  | 225  | 229  | 239  | 245  |
| Quellen: Cassini und INSEE |      |      |      |      |      |      |      |      |

## Verkehr
Villemereuil liegt unweit von bedeutenden überregionalen Verkehrswegen. Eine Haltestelle oder Zugverbindungen gibt es in der Gemeinde seit 1996 keine mehr. Damals wurde die Strecke von Troyes nach Saint-Florentin stillgelegt. In Troyes gibt es gute Verkehrsverbindungen auf der Schiene und per Bus. Wenige Kilometer nördlich führt die E54 vorbei. Der nächstgelegene Anschluss ist in Saint-Thibault. Für den regionalen Verkehr sind die D25 und D123 wichtig, die durch die beiden Dörfer führen.

## Sehenswürdigkeiten

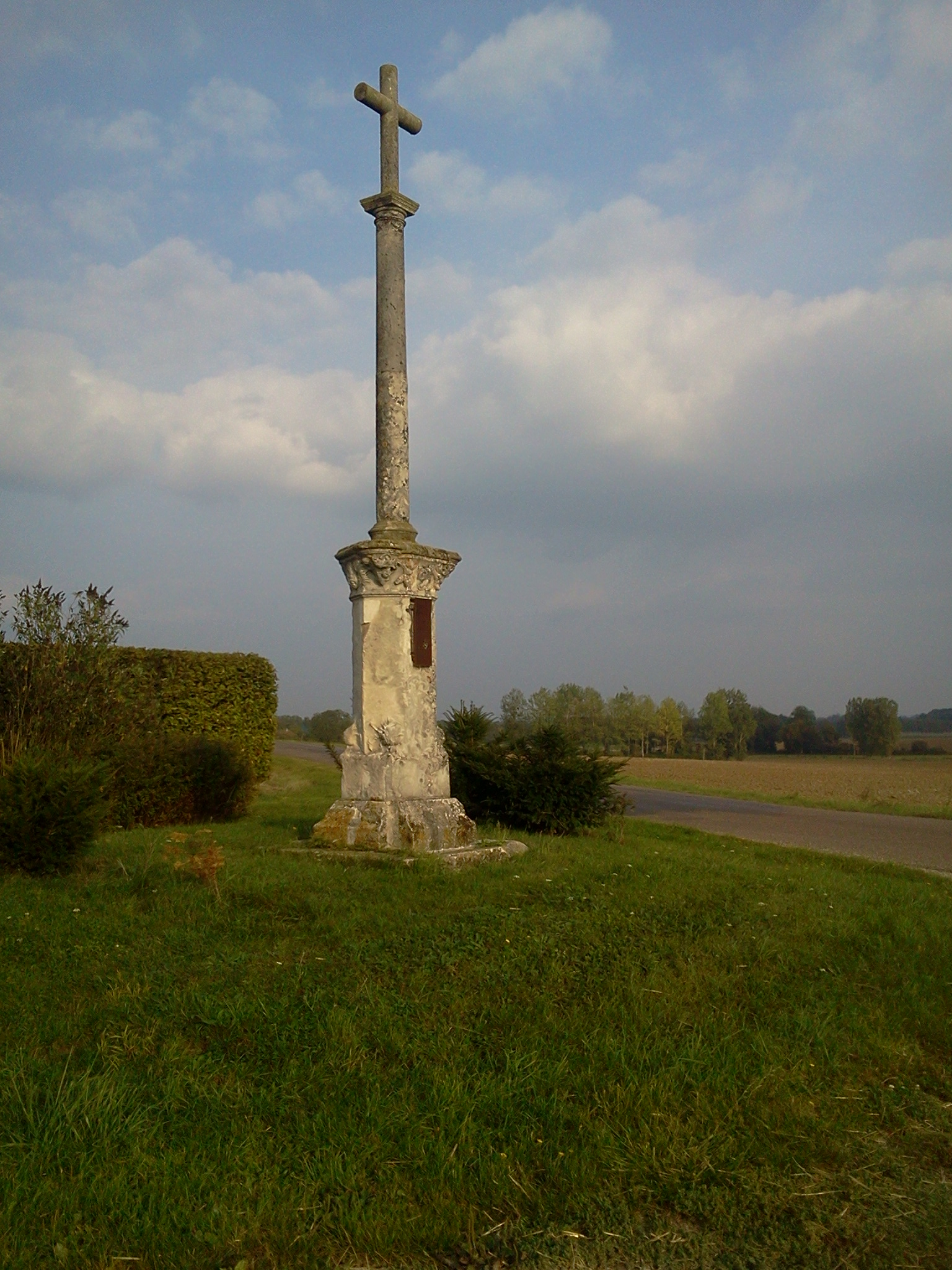
Wegkreuz Croix blanche

- Schloss Château de Villemereuil aus dem 16./17. Jahrhundert, Monument historique[1]
- Wegkreuz La Croix Blanche, Monument historique[2]
- Gedenkplatte für die Gefallenen an der Fassade des Rathauses[3]